# Duloxétine

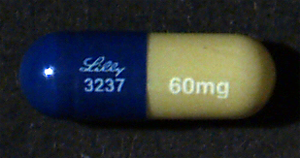
Cymbalta 60 mg

La duloxétine, commercialisée dans divers pays sous les noms de Cymbalta, Yentreve, Xeristar ou AriClaim est un antidépresseur inhibiteur de la recapture de la sérotonine et de la noradrénaline. Il est utilisé pour le traitement de l’épisode dépressif majeur, du trouble de l'anxiété généralisée, de la douleur liée à la neuropathie diabétique.
Dans certains pays, il est autorisé dans le traitement de la fibromyalgie et de l'incontinence urinaire d'effort.
La duloxétine a été découverte et brevetée par le laboratoire Eli Lilly.

## Histoire
La duloxétine a été créée par les chercheurs David Robertson, David Wong (également codécouvreur de la fluoxétine) et Joseph Krushinski, du laboratoire Eli Lilly. La demande de brevet a été déposée en 1986 et le brevet accordé en 1990. La première publication sur la découverte de l'un des deux énantiomères de la duloxétine, connu sous le nom de LY227942, a été faite en 1988, mais c'est le second énantiomère (+) LY248686 qui sera choisi pour la suite des études car il inhibait deux fois plus la recapture de sérotonine que l'énantiomère (–).
Après de nombreux tests, en 2001, Eli Lilly présente la duloxétine à la FDA pour le traitement de la dépression, celle-ci ne l'acceptera qu'en 2004 après qu'Eli Lilly eut résolu des problèmes d'hépatotoxicité et d'augmentation de la pression artérielle.
La FDA approuve donc la duloxétine dans le traitement de l’épisode dépressif majeur et de la neuropathie diabétique.
En 2007, c'est au tour de Santé Canada d'approuver la duloxétine dans le traitement de l’épisode dépressif majeur et de la neuropathie diabétique.
Dans l'Union européenne, la commission a accordé la mise sur le marché de la duloxétine pour l'incontinence urinaire d'effort et de l’épisode dépressif majeur respectivement en août et décembre 2004 et en février 2005 pour le traitement des douleurs périphériques liées à la neuropathie diabétique, ce contrairement aux États-Unis où la FDA refusa cette indication et Lilly abandonna cette demande sur le marché américain un an plus tard.
Le 16 juin 2008, la FDA accorde une autorisation à la duloxétine pour le traitement de la fibromyalgie. La commission d'AMM européenne donne en octobre 2008 un avis défavorable à cette indication parce que l'efficacité de ce psychotrope n'était pas solidement démontrée. Quatre essais, indépendants du Laboratoire Lilly, n'auraient pas permis d'améliorer l'état des patients souffrant de fibromyalgie.

## Pharmacologie
La duloxétine inhibe les transporteurs de sérotonine et de noradrénaline augmentant celles-ci dans la fente synaptique. La duloxétine augmente la dopamine (DA) spécifiquement dans le cortex préfrontal où il y a peu de pompes de recapture de la DA mais en agissant comme inhibiteur de la recapture de pompes de la noradrénaline qui ont une plus grande affinité pour la dopamine que pour la noradrénaline. Cela permet une plus grande diffusion de la DA dans le cerveau. Cependant, la duloxétine n'a pas d'effet significatif pour les récepteurs de la recapture dopaminergiques, de l'adrénaline, cholinergiques, histaminergiques, opioïdes, glutamatergiques, et les transporteurs de la recapture du GABA et peuvent par conséquent être considérés comme des récepteurs sélectifs de la recapture de la sérotonine et de la noradrénaline. La duloxétine subit un métabolisme assez complet mais ses métabolites ne semblent pas avoir d'effets pharmacologiques,.

## Indications
La duloxétine est homologuée et indiquée dans le traitement :
- de l'épisode dépressif majeur ;
- du trouble de l'anxiété généralisée ;
- de la neuropathie diabétique (seulement en Europe) ;
- de la fibromyalgie (uniquement aux États-Unis et au Canada, défavorable en Europe) ;
- de l'incontinence urinaire d'effort (seulement en Europe).

Depuis le 11 janvier 2007, Eli Lilly est en cours de test pour l'approbation de la duloxétine dans le syndrome de fatigue chronique.

### Efficacité
Les études évaluant l'efficacité de la duloxétine dans l'anxiété généralisée démontrent une amélioration du critère d'analyse (échelle d'anxiété d'Hamilton) mais cette amélioration est d'une pertinence clinique douteuse.
La revue Prescrire rapporte dès 2009 à propos du cymbalta que ce psychotrope est à éviter, quelle que soit la situation.
La duloxétine est utilisée depuis mai 2012 dans le traitement de la laxophobie.[réf. nécessaire]
Dans une méta-analyse chez un millier de patients dépressifs sévères et souffrant de fibromyalgie, l'effet de la molécule sur les douleurs fibromyalgiques semble indépendante de l'effet sur le syndrome dépressif.
Dans la neuropathie périphérique diabétique ou post-chimiothérapique, elle réduit les douleurs comparativement au placebo (le placebo n'est pas le traitement de référence de ces pathologies). Elle a été testée dans l'arthrose du genou avec une amélioration de la douleur et de l'usage de l'articulation face au placebo avec pour corollaire une augmentation notable des effets secondaires et des arrêts de traitement (le placebo n'étant pas le traitement de référence de cette pathologie). 
D'après la Commission de la Transparence française, en l'absence de données comparatives, la duloxétine n'apporte pas d'amélioration de service médical rendu (ASMR V = absence de données comparatives) dans la dépression et dans le trouble anxieux généralisé par rapport aux autres traitements plus anciens, mais elle qualifie son efficacité d'importante. D'après la revue Prescrire, la balance bénéfice-risque de la duloxétine est défavorable dans ces deux indications. C'est également le cas dans l'indication sur l'incontinence urinaire.

## Contre-indications
La duloxétine ne doit pas être utilisée en cas :
- d'allergie à la duloxétine ;
- glaucome à angle fermé.

Elle peut aussi interagir négativement avec la mirtazapine.
Dans le cas où il existe des dysfonctions sexuelles (désir sexuel hypoactif, anorgasmie, trouble de l'excitation...) antérieures à l'apparition d'un état dépressif, une autre molécule devra être préférée.

## Interactions
La duloxétine est un inhibiteur du cytochrome P4502D6, influençant les concentrations de l'ensemble des médicaments concernés par ce cytochrome. Il augmente également l'efficacité des antivitamines K avec un risque de surdosage.
La duloxétine ne doit pas être utilisée avec des substances à actions sérotoninergiques (augmentant la sérotonine dans le cerveau) comme les antidépresseurs (tricycliques, ISRS, IRSNA, IMAO), le millepertuis, les suppléments en 5-HTP, la Rhodiola rosea, la Griffonia (toutes ces associations pouvant conduire à un syndrome sérotoninergique).
Elle ne doit pas non plus être utilisée avec la thioridazine.

## Effets indésirables
Dans deux études cliniques où les patients prenaient 60 mg de duloxétine par jour, portant sur le trouble dépressif majeur, les manifestations indésirables les plus souvent observées étaient par rapport au placebo : nausée (20 % contre 7 %), sécheresse de la bouche (15 % contre 6 %), constipation (11 % contre 4 %), diminution de l’appétit (8 % contre 2 %), fatigue (8 % contre 4 %), somnolence (7 % contre 3 %) et augmentation de la sudation (6 % contre 2 %). 
Depuis 2006, la revue Prescrire, indique « trop d'effets indésirables » à propos de cette substance. 
121 effets indésirables ont été répertoriés par l'association NEPTUNE . 
Le taux d’abandon global dû aux manifestations indésirables pour la duloxétine comparativement au placebo était de 10 % contre 4 %. La nausée était la seule manifestation indésirable courante mentionnée comme raison d’abandon du traitement et considérée comme étant causée par le médicament (1,4 % contre 0,1 %).
La libération excessive de dopamine induirait une réaction exagérée au stress (Voir article Doctissimo) provoquant des pertes de mémoire (oubli d'objets et manque de discernement) occasionnant encore plus de stress.
- hypertension artérielle ou augmentation de la fréquence cardiaque avec toutes les complications cardiovasculaires habituelles de ces pathologies[29] ;
- des hémorragies dont de nombreuses hémorragies digestives ont été notifiées à la FDA[21] ;
- hépatotoxicité (dommages au foie) ;
- ototoxicité (hyperacousie, acouphène) 30 ;
- hypotension orthostatique ;
- fatigue ;
- cauchemars ;
- transpiration ;
- hyponatrémie sévère et toutes ses complications[21] ;
- perte ou augmentation d'appétit ;
- troubles de la vision ;
- paresthésie ;
- perturbations digestives, telles que nausée, constipation, diarrhées, indigestion, des vomissements ;
- tremblements ;
- anxiété, nervosité, agitation ;
- palpitations ;
- diminution de la libido ou des difficultés à atteindre l'orgasme ;
- impuissance, ou éjaculation retardée ;
- bouffées de chaleur ;
- difficulté à uriner dont des troubles de la miction et des rétentions urinaires parfois sévères notifiées auprès de la FDA[21] ;
- pieds ou mains froides ;
- ictère ;
- hépatite ;
- dépersonnalisation ;
- hypomanie ;
- gain ou perte de poids ;
- syndrome de Stevens-Johnson[29] ;
- syndrome sérotoninergique ;
- Un risque d'aggravation de l'hyperglycémie chez les diabétiques est suspecté par l'Afssaps[29].

## Sevrage
L'arrêt d'un IRSNA nécessite une diminution progressive de la dose prescrite pour éviter un syndrome de sevrage qui a lieu lorsque l'arrêt est net, les symptômes de ce sevrage seraient alors de l'irritabilité, des étourdissements ou de la paresthésie.

## Marché
Il s'agit du cinquième médicament le plus vendu aux États-Unis, en termes de valeur, en 2013, avec un chiffre d'affaires dépassant les 4 milliards de dollars.